# (6655) Nagahama
(6655) Nagahama es un asteroide perteneciente al cinturón de asteroides, región del sistema solar que se encuentra entre las órbitas de Marte y Júpiter.
Fue descubierto el 8 de marzo  de 1992 por Atsushi Sugie desde el Observatorio Astronómico Dynic.

## Designación y nombre
Designado provisionalmente como 1992 EL1. Fue nombrado por la ciudad de Nagahama, cuna del descubridor, que se encuentra en el noreste de la prefectura de Shiga, cerca del lago Biwa. Ocupa una superficie de aproximadamente 45 kilómetros cuadrados y alberga a unas 59 000 personas.

## Características orbitales
Nagahama está situado a una distancia media del Sol de 2,997 ua, pudiendo alejarse hasta 3,229 ua y acercarse hasta 2,764 ua. Su excentricidad es 0,078 y la inclinación orbital 10,751 grados. Emplea 1894,65 días en completar una órbita alrededor del Sol.
Pertenece a la familia de asteroides de (221) Eos.

## Características físicas
La magnitud absoluta de Nagahama es 11,68. Tiene 16,161 km de diámetro y su albedo se estima en 0,147.